# Liste von Sakralbauten in Grefrath
Die Liste von Sakralbauten in Grefrath listet gegenwärtige und ehemalige Sakralbauten in der nordrhein-westfälischen Gemeinde Grefrath auf. Zusätzlich werden hier auch Versammlungshäuser und -räume von religiösen Gemeinschaften aus Grefrath sowie Trauerhallen auf Friedhöfen aufgeführt, die im engeren Sinne ja keine Sakralbauten sind.

## Liste

### Grefrath
| Abbildung      | Zugehörigkeit                         | Name / Bezeichnung                  | Adresse, Koordinaten                           | Bauzeit                                | Beschreibung |
| -------------- | ------------------------------------- | ----------------------------------- | ---------------------------------------------- | -------------------------------------- | --- |
| weitere Bilder | Römisch-Katholische Gemeinde          | St. Laurentius                      | Deversdonk 1, 47929 Grefrath                   | 10. Jahrhundert, 1200, 15. Jahrhundert | Bereits im Jahr 977 existierte an dieser Stelle ein kleines Holzkirchlein, welches mehrmals abbrannte und wieder aufgebaut wurde. Um das Jahr 1200 wurde hier eine dreischiffige romanische Basilika errichtet, die im 15. Jahrhundert zum derzeitigen (gotischen) Gotteshaus umgebaut wurde. Der Turm aus der romanischen Zeit blieb dabei erhalten. In den Jahren 1962 bis 1963 wurde der Innenraum einer Renovierung unterzogen. |
| weitere Bilder | Evangelische Landeskirchen-Gemeinde   | Friedenskirche                      | An der Evangelischen Kirche 23, 47929 Grefrath | 1957 bis 1958                          | Da sich viele evangelische Flüchtlinge nach dem Zweiten Weltkrieg in Grefrath niedergelassen hatten, wurden in den Jahren 1957 und 1958 in Grefrath und Oedt zwei evangelische Gotteshäuser erbaut, die Betreuung fand durch die Evangelische Kirchengemeinde Kempen statt. Die Friedenskirche wurde nach den Plänen von Karl Sander gebaut. 1961 wurde dann eine eigene Kirchengemeinde gegründet, die trotz der hohen Anzahl der Gemeindemitglieder (unter 3.000) eine Diasporagemeinde der Evangelischen Kirchengemeinde Süchteln ist. |
|                | Freie evangelische Gemeinde           | Christus Centrum Kempen             |                                                |                                        | Gottesdienste des Christus Centrums Kempen finden auch regelmäßig in einem Hauskreis in Grefrath statt. |
|                | Bund Freikirchlicher Pfingstgemeinden | Christengemeinde Krefeld e. V.      |                                                |                                        | Gottesdienste des Christengemeinde Krefeld e. V. finden auch regelmäßig in einem Hauskreis in Grefrath statt. |
| weitere Bilder | Trauerhalle                           | Friedhofskapelle Schaphauser Straße | Schaphauser Straße 56, 47929 Grefrath          | 1963                                   | [ 4 ] |

### Mülhausen
| Abbildung      | Zugehörigkeit                   | Kirche                                          | Adresse, Koordinaten              | Bauzeit | Beschreibung |
| -------------- | ------------------------------- | ----------------------------------------------- | --------------------------------- | ------- | --- |
| weitere Bilder | Römisch-Katholische Gemeinde    | St. Heinrich                                    | Hauptstraße 84, 47929 Grefrath    | 1900    | Das ursprünglich im Stil der Neugotik erbaute katholische Gotteshaus besitzt Glasmalereien von Heinrich Dieckmann (1890–1963). Auf dem Vorplatz steht eine Bronzeskulptur, die einen Müller mit seinem Esel darstellt. Zur katholischen Kirche gehört das im Jahr 1953 erbauten Gebäude der früheren Volksschule und der 1975 eingerichtete Kindergarten Sankt Heinrich. |
| weitere Bilder | Römisch-katholische Kirche      | Friedhofskapelle St. Heinrich                   | Grasheider Straße, 47929 Grefrath |         | [ 7 ] |
| weitere Bilder | Kongregation päpstlichen Rechts | Kongregation der Schwestern Unserer Lieben Frau | Hauptstraße 87, 47929 Grefrath    | 1888    | 1888 errichtete die in den 1850er Jahren gegründete Kongregation der Schwestern Unserer Lieben Frau, die infolge des Kulturkampfes in Preußen 1874 nach Nordamerika ausgewandert waren, nach ihrer Rückkehr das neue Mutterhaus in Mülhausen. Ausgehend vom ersten angekauften Gebäude, der „Villa Bongartz“, entstand ein umfangreicher Gebäudekomplex mit Kloster, Liebfrauenschule, Mädchenpensionat und Erholungsheim „Haus Salus“. 1941 beschlagnahmte die Geheime Staatspolizei das Mutterhaus und vertrieb die Schwestern. Nach Kriegsende wurde Mülhausen zunächst wieder Ordensmittelpunkt, die Kongregation breitete sich rasch aus, auch in anderen Ländern Europas und in Übersee. 1947 wurde das Mutterhaus mit dem Generalat nach Rom verlegt, Mülhausen bestand zunächst als deutsche, nach der Gründung der Ordensprovinzen Coesfeld und Vechta als rheinische Provinz weiter. 2008 wurden die drei deutschen Provinzen zu einer einzigen mit Sitz in Coesfeld zusammengeführt.                        |
| weitere Bilder | Benediktinerinnenkloster        | Abtei Mariendonk                                | Niederfeld 11, 47929 Grefrath     | 1900    | Nachdem im ausgehenden 19. Jahrhundert (fast) alle Klöster in Preußen aufgelöst wurden, gründeten sich viele aufgelöste Gemeinschaften in den Niederlanden neu, darunter auch die Benediktinerinnen von der ewigen Anbetung aus Kloster Bonn-Endenich, die nach Driebergen bei Utrecht übersiedelten, die Gemeinschaft wuchs schnell. Nach dem Ende des Kulturkampfs erfuhren die dortigen Nonnen, dass in der Nähe von Kempen Johanna Stieger (1848–1904) bereit sei, ihnen ein Grundstück sowie eine bestimmte Geldsumme zum Bau eines Klosters zu schenken. Am 23. Oktober 1900 kam die neue Priorin, Mutter Ursula Kleberg und errichtete mit 22 Schwestern aus Driebergen ein Kloster der Benediktinerinnen von der ewigen Anbetung unter dem Patrozinium St. Maria. Während des Zweiten Weltkriegs wurde das Kloster nicht geschlossen, da die Nonnen Näh- und Stickarbeiten für das Militär durchführten. Am 24. März 1948 wurde die Umwandlung von einem Kloster der Ewigen Anbetung zu einer Abtei vollzogen. |

### Oedt
| Abbildung      | Religiöse Gemeinschaft / Typ        | Name / Bezeichnung         | Adresse, Koordinaten          | Bauzeit             | Beschreibung |
| -------------- | ----------------------------------- | -------------------------- | ----------------------------- | ------------------- | --- |
| weitere Bilder | Römisch-Katholische Gemeinde        | St. Vitus                  | Kirchplatz 16, 47929 Grefrath | 1170, 1901 bis 1903 | Im Jahr 1170 ist in Oedt erstmals ein katholisches Gotteshaus mit dem Namen „St. Vitus“ urkundlich nachgewiesen. In den Jahren 1901 bis 1903 wurde an gleicher Stelle eine dreischiffige neugotische Backstein-Pseudobasilika mit Querschiff errichtet, die feierliche Einweihung konnte am 9. August 1903 gefeiert werden. Im Jahr 1910 wurde mit den Bauarbeiten für den 70 Meter hohen Kirchturm begonnen, er konnte nach zwei Jahren Bauzeit fertig gestellt werden.               |
| weitere Bilder | Römisch-katholische Kirche          | Friedhofskapelle St. Vitus | Bergweg 2, 47929 Grefrath     |                     | [ 11 ] |
| weitere Bilder | Evangelische Landeskirchen-Gemeinde | Versöhnungskirche          | Bergweg 2, 47929 Grefrath     | 1957 bis 1958       | Da sich viele evangelische Flüchtlinge nach dem Zweiten Weltkrieg auch in Oedt niedergelassen hatten, wurden in den Jahren 1957 und 1958 in Grefrath und Oedt zwei evangelische Gotteshäuser erbaut, die Betreuung fand durch die Evangelische Kirchengemeinde Kempen statt. 1961 wurde dann eine eigene Kirchengemeinde für Grefrath gegründet, die trotz der hohen Anzahl der Gemeindemitglieder (unter 3.000) eine Diasporagemeinde der Evangelischen Kirchengemeinde Süchteln ist. |

### Vinkrath
| Abbildung      | Religiöse Gemeinschaft / Typ | Name / Bezeichnung | Adresse, Koordinaten         | Bauzeit       | Beschreibung |
| -------------- | ---------------------------- | ------------------ | ---------------------------- | ------------- | --- |
| weitere Bilder | Römisch-Katholische Gemeinde | St. Josef          | Dorfstraße 8, 47929 Grefrath | 1902 bis 1903 | In den Jahren 1902 bis 1903 wurde in Vinkrath eine Backsteinbasilika im neu-romanischen Stil mit dem Namen „St. Josef “ errichtet, sie konnte am 9. August 1903 vom Weihbischof Maximilian Gereon von Galen geweiht werden. In den Jahren 1953 und ca. ab 1987 bis 1988 fanden umfangreiche Renovierungen des Gotteshauses statt. |